# Високий Олександр Миколайович
Олександр Миколайович Високий (нар. 24 січня 1958 смт Фащівка Перевальський район Луганська область) — український поет.

## Життєпис
Народився 24 січня 1958 року в селищі Фащівка Перевальського району Луганської області. У 1981 року закінчив з відзнакою історичний факультет Донецького держуніверситету, у 1992 році — аспірантуру філософського факультету Київського держуніверситету, написав дисертацію, автор кількох десятків наукових статей. Пройшов строкову службу в Радянській Армії, старший лейтенант запасу. Працював шофером, будівельником, шахтарем, служив у міліції, займався підприємницькою діяльністю, викладав у школах та вузах Донецької області. Був позаштатним співробітником кількох газет, опублікував сотні матеріалів.
У 2003 році з сім'єю переїхав до Броварів, що на Київщині. 2006 року вийшла його перша поетична збірка «Підказки серця», в наступні 10 років — ще 14 книжок російською та українською мовами, одна з них «Кохання світ безмежний» витримала 8 видань, загальний наклад перевищив 100 тисяч примірників. У Броварах створив літературно-мистецьку асоціацію, був засновником і редактором літературної газети «Пролісок». У 2013 році журнал «Фокус» назвав Олександра Високого в числі п'яти найпопулярніших українських поетів. 2016 року став переможцем Міжнародного пісенного фестивалю «Шлягер року» (пісня «Ты колыбель моей любви» у виконанні народного артиста України Іво Бобула). Автор роману «Втрачений рай». Одружений, виховує чотирьох дітей.

## Доробок
Автор 15 книжок, серед яких найбільшу популярність набула збірка «Кохання світ безмежний». Провідна тема в творчості Олександра Високого — кохання.